# Lễ Thượng điền
Lễ Thượng điền là một trong những lễ hội nông nghiệp truyền thống một số nước nông nghiệp Châu Á, được tổ chức vào thời điểm mà người dân đã hoàn thành vụ mùa và chuẩn bị cho vụ mùa mới. Theo tín ngưỡng dân gian, đây là một nghi thức tâm linh quan trọng để người nông dân bày tỏ lòng biết ơn đến Thần Nông và các thánh vị đã ban phước cho vụ mùa và cầu mong mùa màng bội thu trong năm tới. Chữ Thượng trong lễ Thượng điền mang ý nghĩa là bước lên khỏi ruộng, kết thúc một mùa vụ. Lễ Thượng điền còn được coi là cơ hội để người dân tri ân ông bà tổ tiên và các thế hệ đi trước đã cống hiến cho đất nước và cho cộng đồng. Nó cũng là dịp để chuyển giao văn hóa và truyền thống cho thế hệ sau.